# Labuhan Tangga Kecil
Labuhan Tangga Kecil is een bestuurslaag in het regentschap Rokan Hilir van de provincie Riau, Indonesië. Labuhan Tangga Kecil telt 1806 inwoners (volkstelling 2010).